# 圣伯努瓦拉希波特
圣伯努瓦拉希波特（法語：Saint-Benoît-la-Chipotte，法語發音：[sɛ̃ bənwa la ʃipɔt] ⓘ）是法国大东部大区孚日省的一个市镇，位于该省东北部，属于埃皮纳勒区和朗贝维莱地区市镇公共社区。

## 地理
圣伯努瓦拉希波特（48°21'27"N, 6°44'5"E）面积20.77 平方千米，位于法国大東部大區孚日省，该省份为法国东北部内陆省份，北起默兹省和默尔特-摩泽尔省，西接上马恩省，南至上索恩省和贝尔福地区省，东临上莱茵省和下莱茵省。
与圣伯努瓦拉希波特接壤的市镇（或旧市镇、城区）包括：布吕、埃蒂瓦勒-克莱尔方丹、让梅尼勒、贝尔维特河畔梅尼、圣巴尔布、圣雷米。

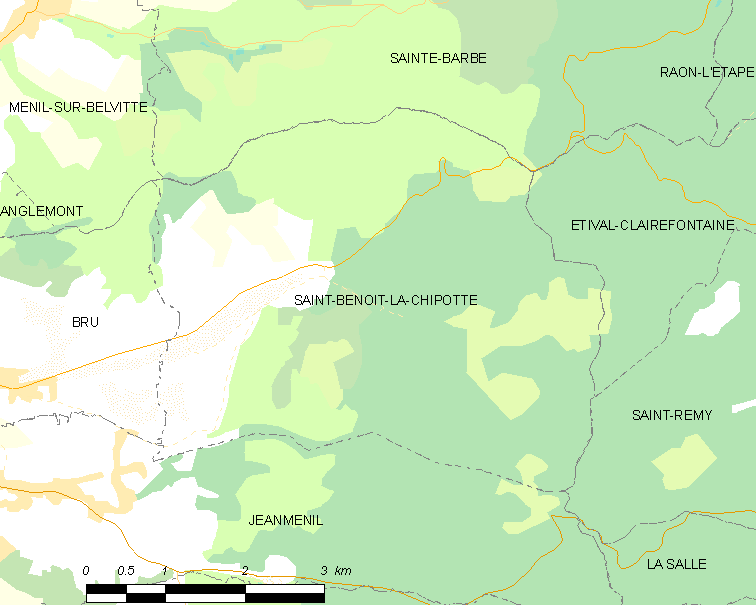
圣伯努瓦拉希波特的OSM定位图

圣伯努瓦拉希波特的时区为UTC+01:00、UTC+02:00（夏令时）。

## 行政
圣伯努瓦拉希波特的邮政编码为88700，INSEE市镇编码为88412。

## 政治
圣伯努瓦拉希波特所属的省级选区为拉翁莱塔普县。

## 人口

1962-2008年间圣伯努瓦拉希波特人口变化图示

圣伯努瓦拉希波特于2022年1月1日时的人口数量为445人。